# Englancourt
Englancourt est une commune française située dans le département de l'Aisne, en région Hauts-de-France.

## Géographie
- 1Carte dynamique
- 2Carte OpenStreetMap
- 3Carte topographique
- 4Carte avec les communes environnantes
- 5Vue de l'entrée du  village

### Hydrographie
La commune est située dans le bassin Seine-Normandie. Elle est drainée par l'Oise, le ruisseau des Buissons, le cours d'eau 01 de la commune d'Englancourt, le fossé de la Forêt Communale de Chigny, le ruisseau de la Vaudoise et l'Oise,,.
L'Oise prend sa source en Belgique, à 309 mètres d'altitude, dans l'ancienne commune de Forges et se jette dans la Seine à 20 mètres d'altitude, au Pointil en rive droite et en aval du centre de Conflans-Sainte-Honorine dans le département des Yvelines. D'une longueur 341 kilomètres, elle est presque entièrement navigable et bordée de canaux sur 104 kilomètres.

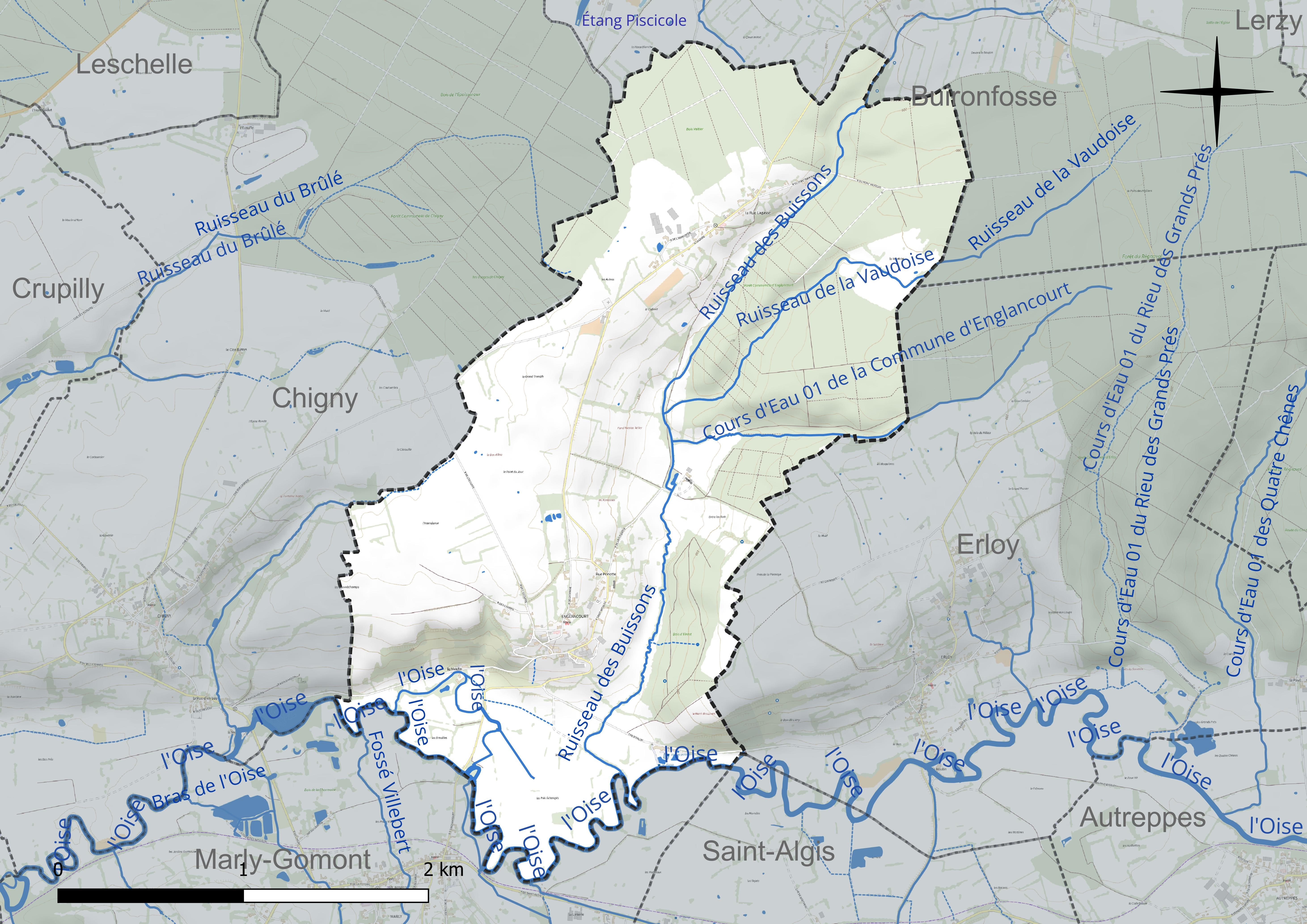
Réseau hydrographique d'Englancourt.

### Climat
Pour des articles plus généraux, voir Climat des Hauts-de-France et Climat de l'Aisne.
En 2010, le climat de la commune est de type climat océanique dégradé des plaines du Centre et du Nord, selon une étude du CNRS s'appuyant sur une série de données couvrant la période 1971-2000. En 2020, Météo-France publie une typologie des climats de la France métropolitaine dans laquelle la commune est exposée à un climat océanique altéré et est dans la région climatique Nord-est du bassin Parisien, caractérisée par un ensoleillement médiocre, une pluviométrie moyenne régulièrement répartie au cours de l'année et un hiver froid (3 °C).
Pour la période 1971-2000, la température annuelle moyenne est de 10,1 °C, avec une amplitude thermique annuelle de 15 °C. Le cumul annuel moyen de précipitations est de 844 mm, avec 12,9 jours de précipitations en janvier et 9,9 jours en juillet. Pour la période 1991-2020, la température moyenne annuelle observée sur la station météorologique la plus proche, située sur la commune de Fontaine-lès-Vervins à 10 km à vol d'oiseau, est de 10,5 °C et le cumul annuel moyen de précipitations est de 826,3 mm,. Pour l'avenir, les paramètres climatiques de la commune estimés pour 2050 selon différents scénarios d'émission de gaz à effet de serre sont consultables sur un site dédié publié par Météo-France en novembre 2022.

## Urbanisme

### Typologie
Au 1er janvier 2024, Englancourt est catégorisée commune rurale à habitat très dispersé, selon la nouvelle grille communale de densité à 7 niveaux définie par l'Insee en 2022.
Elle est située hors unité urbaine et hors attraction des villes,.

### Occupation des sols
L'occupation des sols de la commune, telle qu'elle ressort de la base de données européenne d'occupation biophysique des sols Corine Land Cover (CLC), est marquée par l'importance des territoires agricoles (59,9 % en 2018), une proportion sensiblement équivalente à celle de 1990 (60 %). La répartition détaillée en 2018 est la suivante : 
prairies (44,2 %), forêts (36,5 %), terres arables (15,8 %), zones urbanisées (3,6 %).
L'évolution de l'occupation des sols de la commune et de ses infrastructures peut être observée sur les différentes représentations cartographiques du territoire : la carte de Cassini (XVIIIe siècle), la carte d'état-major (1820-1866) et les cartes ou photos aériennes de l'IGN pour la période actuelle (1950 à aujourd'hui).

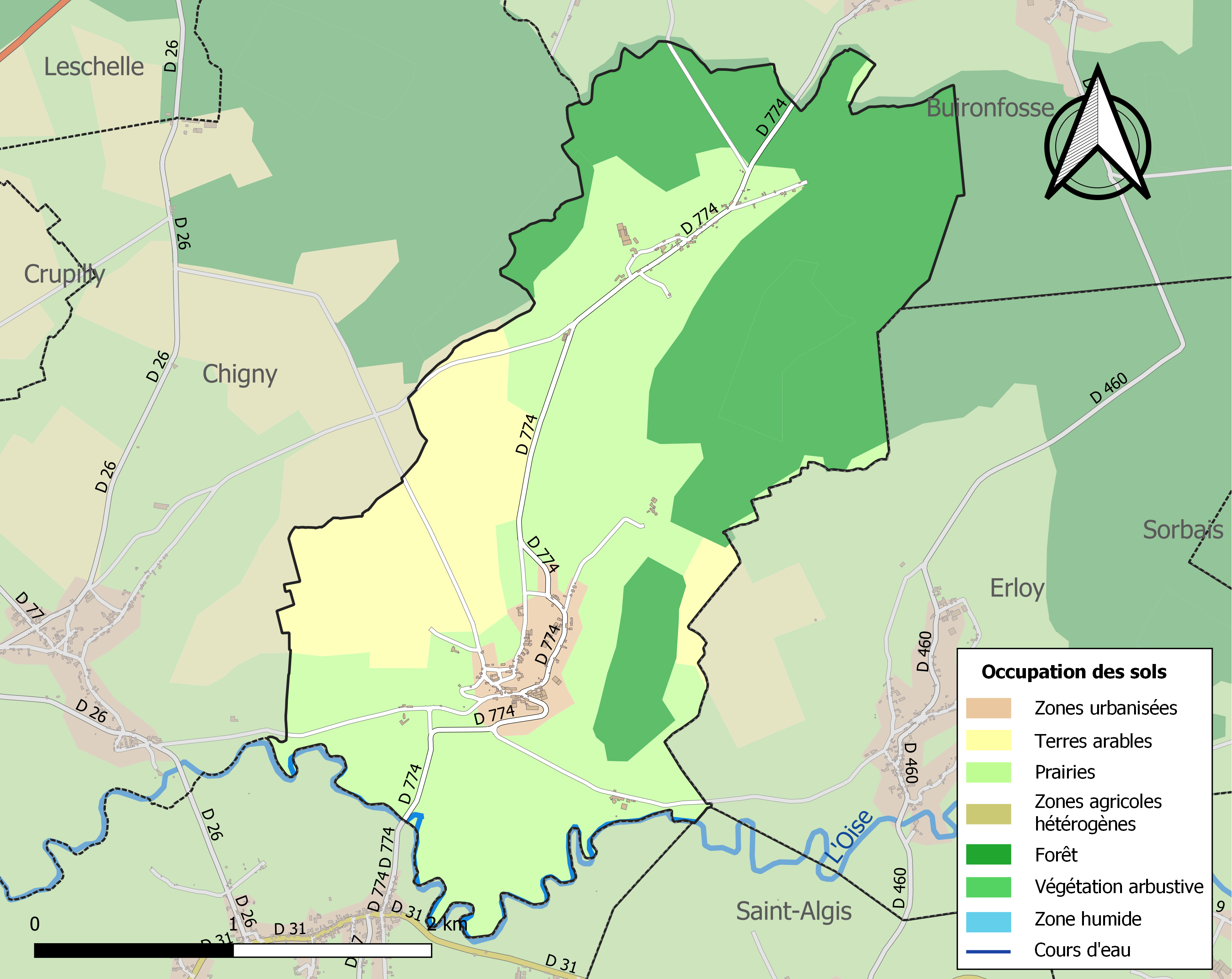
Carte des infrastructures et de l'occupation des sols de la commune en 2018 (CLC).

## Toponymie

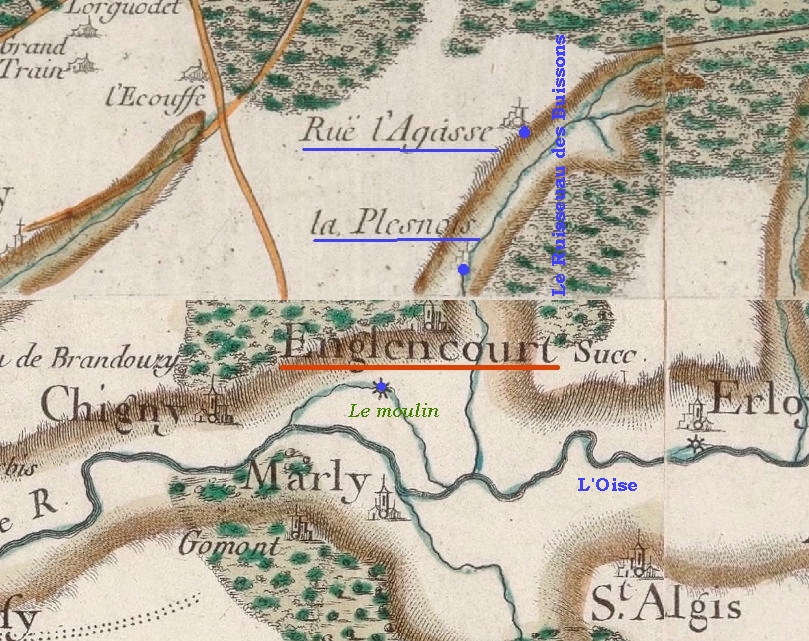
Carte de Cassini du secteur (vers 1750).

Le village apparaît pour la première fois en 1200 sous l'appellation de Ainglancourt; l'orthographe variera ensuite en fonction des différents transcripteurs Aynglencourt, Englaincourt, Anglencourt, Esglaincourt, Eglancourt, Anglancourt, Unglancourt, Aglancourt, Englencourt sur la carte de Cassini vers 1750 et enfin l'orthographe actuelle au XIXe siècle.

## Histoire

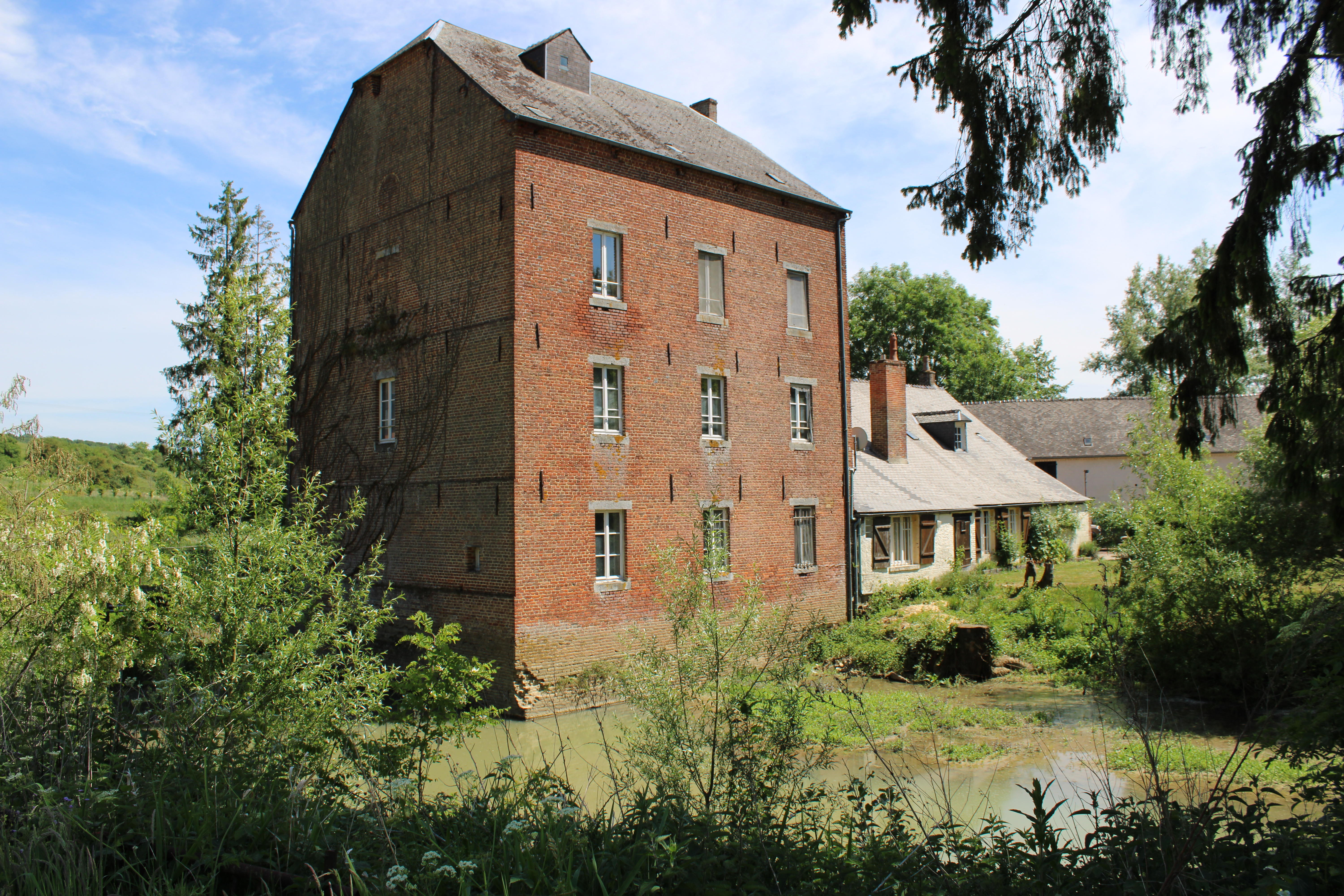
Le moulin d'Englancourt sur divers bras de l'Oise en 2020.

Les églises fortifiées de Thiérache 

Au XVIe siècle, lors des affrontements entre les armées de François Ier et celles de Charles Quint, et lors de la Guerre franco-espagnole de 1635 à 1659, les villages de la région furent constamment ravagés aussi bien par les troupes françaises qu'étrangères. C'est à cette époque que les villages de Thiérache, comme Englancourt, transforment leur clocher en forteresse pour permettre aux habitants de s'y réfugier an cas d'attaque.

Au Moyen Âge, existait une motte féodale circulaire entourée de fossés dont les traces sont encore visibles par photo aérienne  près de la route qui mène à Marly-Gomont. 

Carte de Cassini

La carte de Cassini montre qu'au XVIIIe siècle, Englancourt est une paroisse située sur les hauteurs de  la rive droite de l'Oise.

Au nord, au bord du Ruisseau des Buissons, est représenté le château de La Plesnois (La Plesnoye) qui existe encore de nos jours. Le nom de ce château apparaît pour la première fois en 1213 dans un cartulaire de l'abbaye de Foigny.

Tout au nord est représenté le hameau  de "Rue l'Agasse" ("Rue Lagasse" aujourd'hui).

Au sud, sur divers bras de l'Oise, le moulin d'Englancourt est représenté par une roue dentée. Ce moulin, qui possédait trois paires de meules en 1880, a fonctionné comme moulin à blé jusqu'en 1914.

Une monographie sur le village, consultable sur le site des archives départementales de l'Aisne a été écrite en 1888
Première Guerre mondiale

Le 30 août 1914, soit moins d'un mois après la déclaration de la guerre, le village est occupé par les troupes allemandes après la défaite de l'armée française lors de la bataille de Guise. Pendant toute la guerre, Englancourt restera loin du front qui se stabilisera à environ 150 km à l'ouest aux alentours de Péronne. Les habitants vivront sous le joug des Allemands : réquisitions de logements, de matériel, de nourriture, travaux forcés.
Le 5 novembre 1918 dans l'après-midi, un escadron du 25e régiment de dragons, en pointe de la 47e division d'infanterie, vient déloger l'occupant allemand faisant quatre prisonniers et libérant le village.
Le hameau de la Rue Lagasse ne sera libéré que le lendemain par le 51e bataillon de chasseurs à pied.

Sur le monument aux morts sont écrits les noms des 10 soldats de la commune morts au Champ d'Honneur lors de la Grande Guerre.

## Politique et administration

### Découpage territorial
La commune d'Englancourt est membre de la communauté de communes de la Thiérache du Centre, un établissement public de coopération intercommunale (EPCI) à fiscalité propre créé le 31 décembre 1992 dont le siège est à La Capelle. Ce dernier est par ailleurs membre d'autres groupements intercommunaux.
Sur le plan administratif, elle est rattachée à l'arrondissement de Vervins, au département de l'Aisne et à la région Hauts-de-France. Sur le plan électoral, elle dépend du  canton de Vervins pour l'élection des conseillers départementaux, depuis le redécoupage cantonal de 2014 entré en vigueur en 2015, et de la troisième circonscription de l'Aisne  pour les élections législatives, depuis le dernier découpage électoral de 2010.

### Administration municipale
| Période                                  | Période                       | Identité               | Étiquette | Qualité                                |
| ---------------------------------------- | ----------------------------- | ---------------------- | --------- | -------------------------------------- |
| avant 1875                               | après 1876                    | Alizard                |           |                                        |
| Les données manquantes sont à compléter. |                               |                        |           |                                        |
| avant 1981                               | 1983                          | Philippe de Caffarelli |           |                                        |
| 1983                                     | ?                             | Jean-Marie Lagasse     |           |                                        |
| mars 2001                                | avril 2014                    | Bernard Lesur          |           |                                        |
| avril 2014                               | En cours (au 12 juillet 2020) | Daniel Carlier         | SE        | Employé Réélu pour le mandat 2020-2026 |

## Démographie
L'évolution du nombre d'habitants est connue à travers les recensements de la population effectués dans la commune depuis 1793. Pour les communes de moins de 10 000 habitants, une enquête de recensement portant sur toute la population est réalisée tous les cinq ans, les populations de référence des années intermédiaires étant quant à elles estimées par interpolation ou extrapolation. Pour la commune, le premier recensement exhaustif entrant dans le cadre du nouveau dispositif a été réalisé en 2007.

En 2022, la commune comptait 120 habitants, en évolution de −5,51 % par rapport à 2016 (Aisne : −1,97 %, France hors Mayotte : +2,11 %).
| 1793 | 1800 | 1806 | 1821 | 1831 | 1836 | 1841 | 1846 | 1851 |
| ---- | ---- | ---- | ---- | ---- | ---- | ---- | ---- | ---- |
| 542  | 747  | 618  | 699  | 783  | 740  | 721  | 693  | 716  |

| 1856 | 1861 | 1866 | 1872 | 1876 | 1881 | 1886 | 1891 | 1896 |
| ---- | ---- | ---- | ---- | ---- | ---- | ---- | ---- | ---- |
| 658  | 655  | 649  | 596  | 549  | 523  | 502  | 443  | 464  |

| 1901 | 1906 | 1911 | 1921 | 1926 | 1931 | 1936 | 1946 | 1954 |
| ---- | ---- | ---- | ---- | ---- | ---- | ---- | ---- | ---- |
| 420  | 402  | 345  | 311  | 276  | 225  | 231  | 242  | 255  |

| 1962 | 1968 | 1975 | 1982 | 1990 | 1999 | 2006 | 2007 | 2012 |
| ---- | ---- | ---- | ---- | ---- | ---- | ---- | ---- | ---- |
| 216  | 177  | 173  | 166  | 109  | 125  | 115  | 113  | 132  |

| 2017 | 2022 | - | - | - | - | - | - | - |
| ---- | ---- | - | - | - | - | - | - | - |
| 122  | 120  | - | - | - | - | - | - | - |

## Lieux et monuments

### Le hameau "Rue Lagasse"
|  |  |  |

À 5 km au nord d'Englancourt se trouve le hameau " la Rue Lagasse"  qui est sur le terroir de la commune.

Ce hameau figure sur la carte de Cassini sous le nom de " La Ruë l'Agasse". Une "agasse" est l'ancienne dénomination d'une pie (une "agache" en picard).

Ce hameau a eu une certaine importance au XIXe siècle puisqu'il comptait 400 habitants en 1880 et possédait une école transformée en gîte rural aujourd'hui.

La chapelle a été construite en 1885 mais n'a jamais été consacrée.
- Vestiges de la motte féodale circulaire entourée de fossés et en grande partie arasée mais visible d'avion et aussi du sol à proximité du village.
- Église Saint-Nicolas.
- Château de la Plesnoye : château privé du XVIIe siècle, partiellement inscrit aux monuments historiques en 1985.
- La Fontaine de saint-Algis.

### Galerie

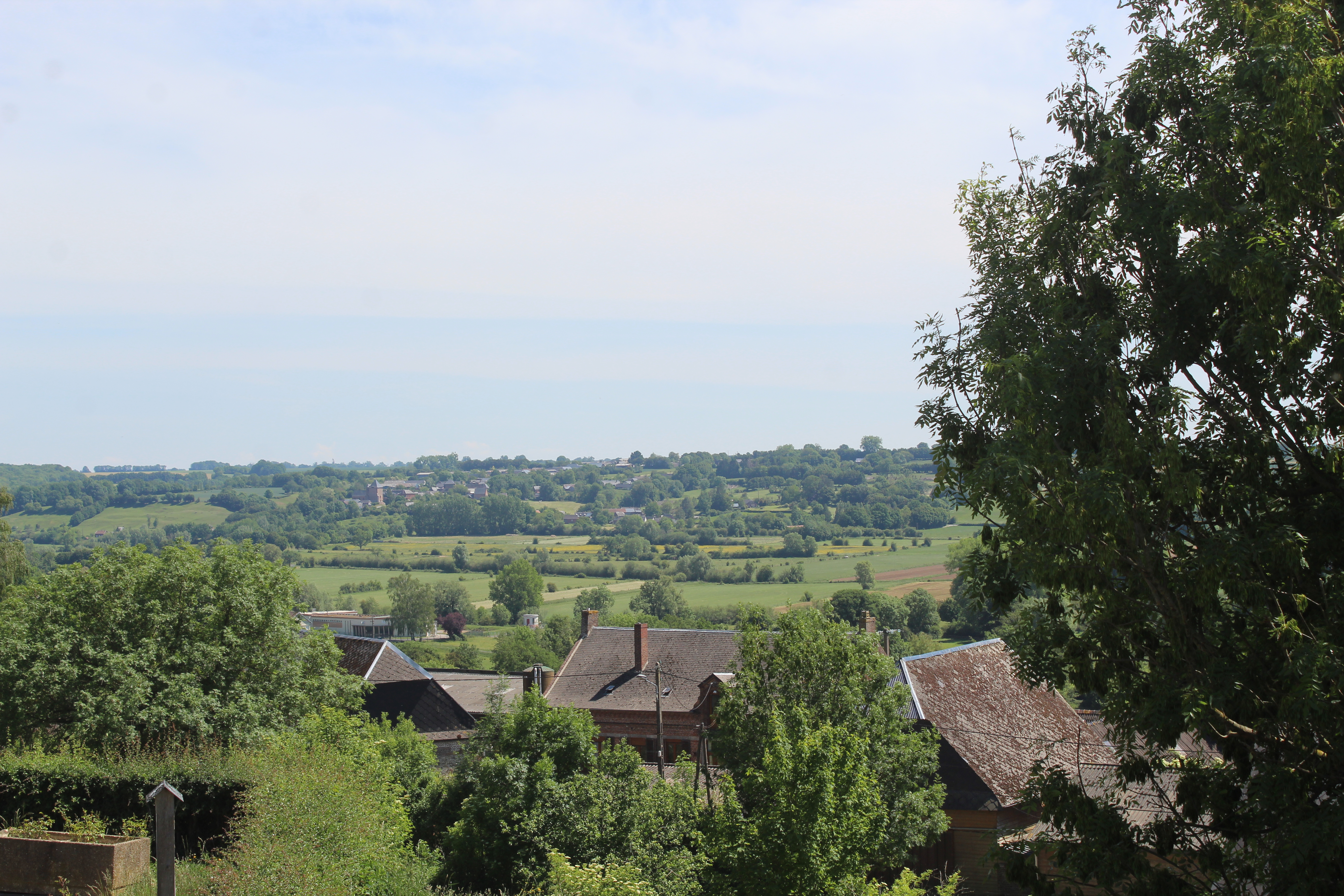
Vue du village et de la Vallée de l'Oise depuis les hauteurs de l'église.
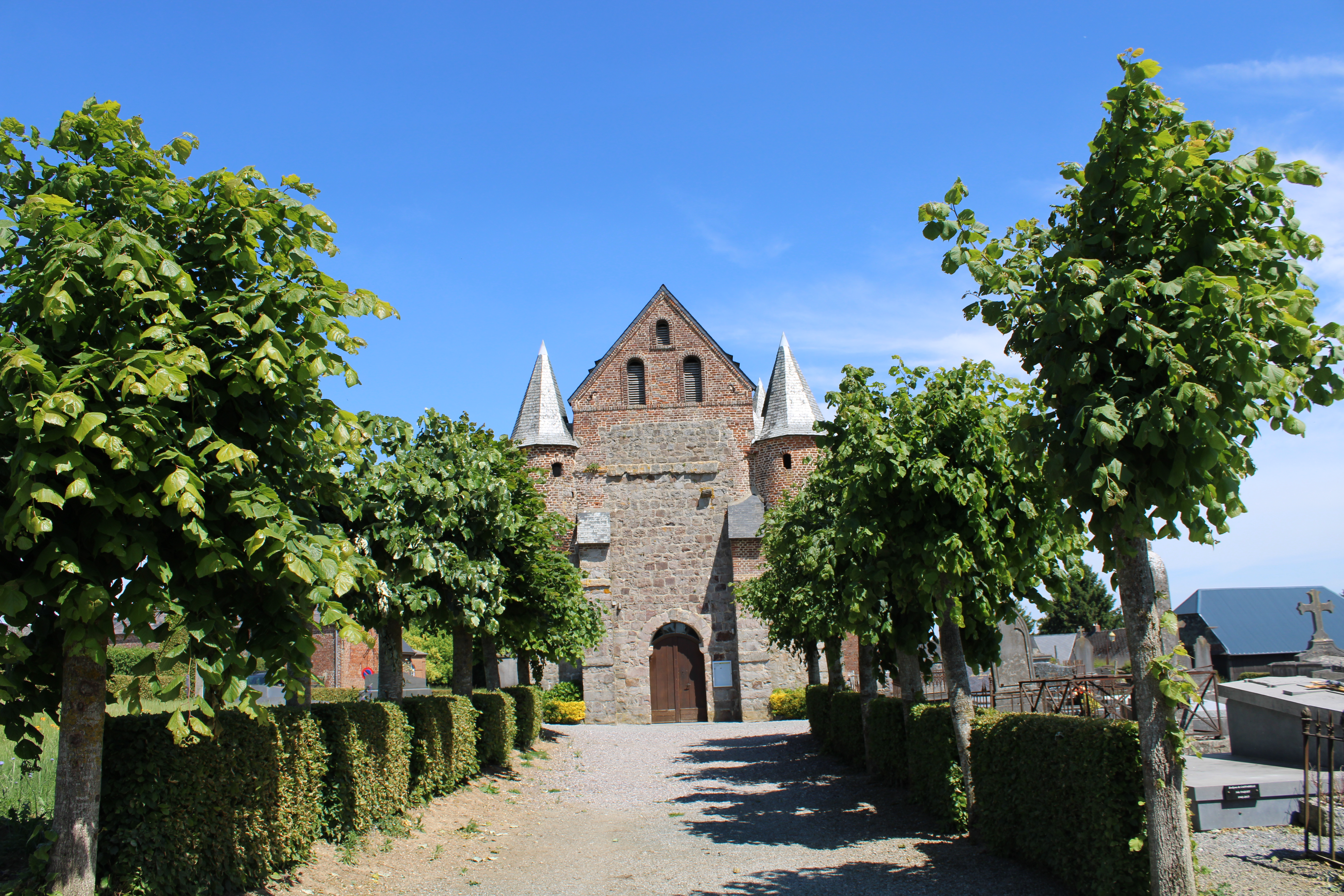
Allée boisée menant à l'église.
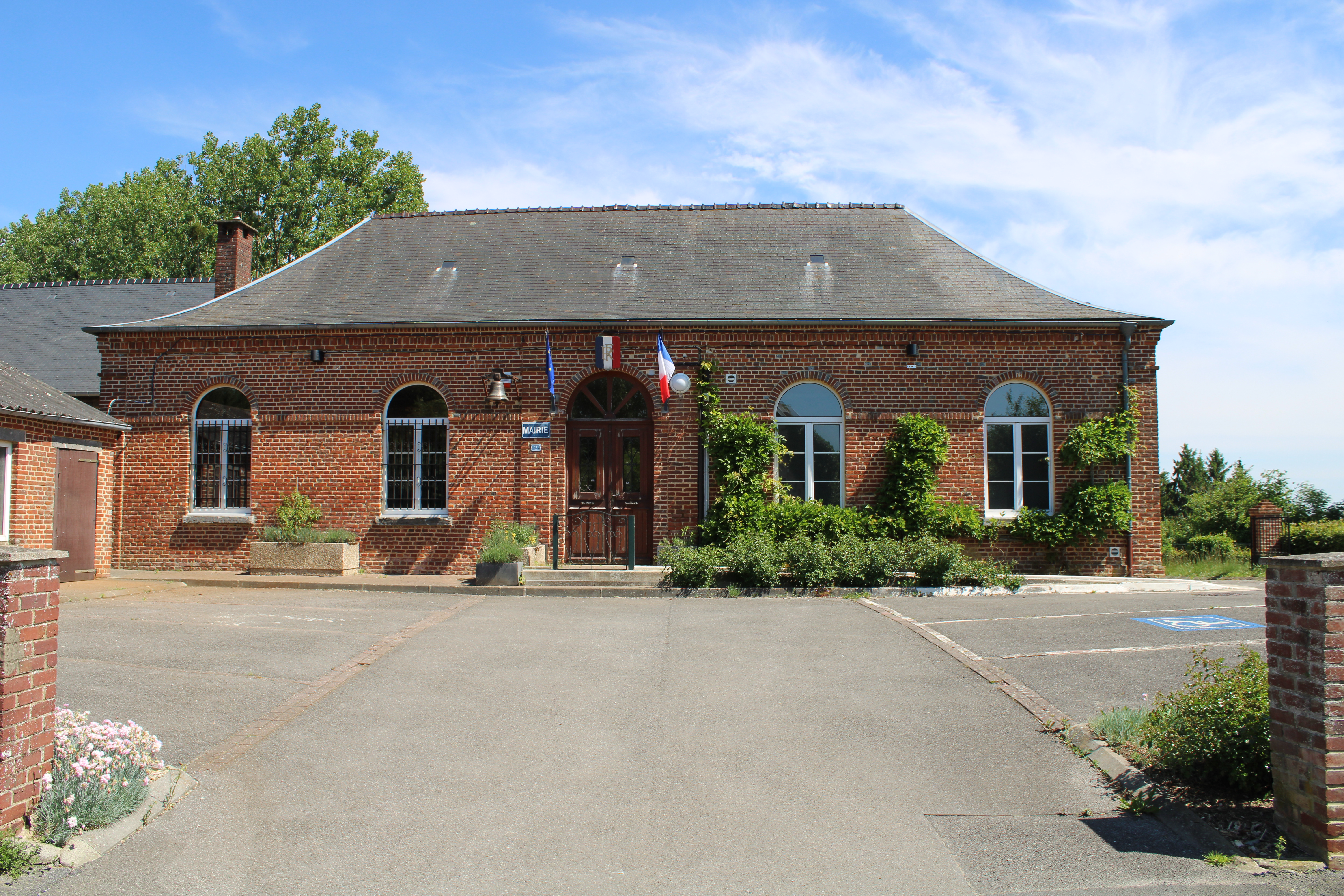
La mairie.
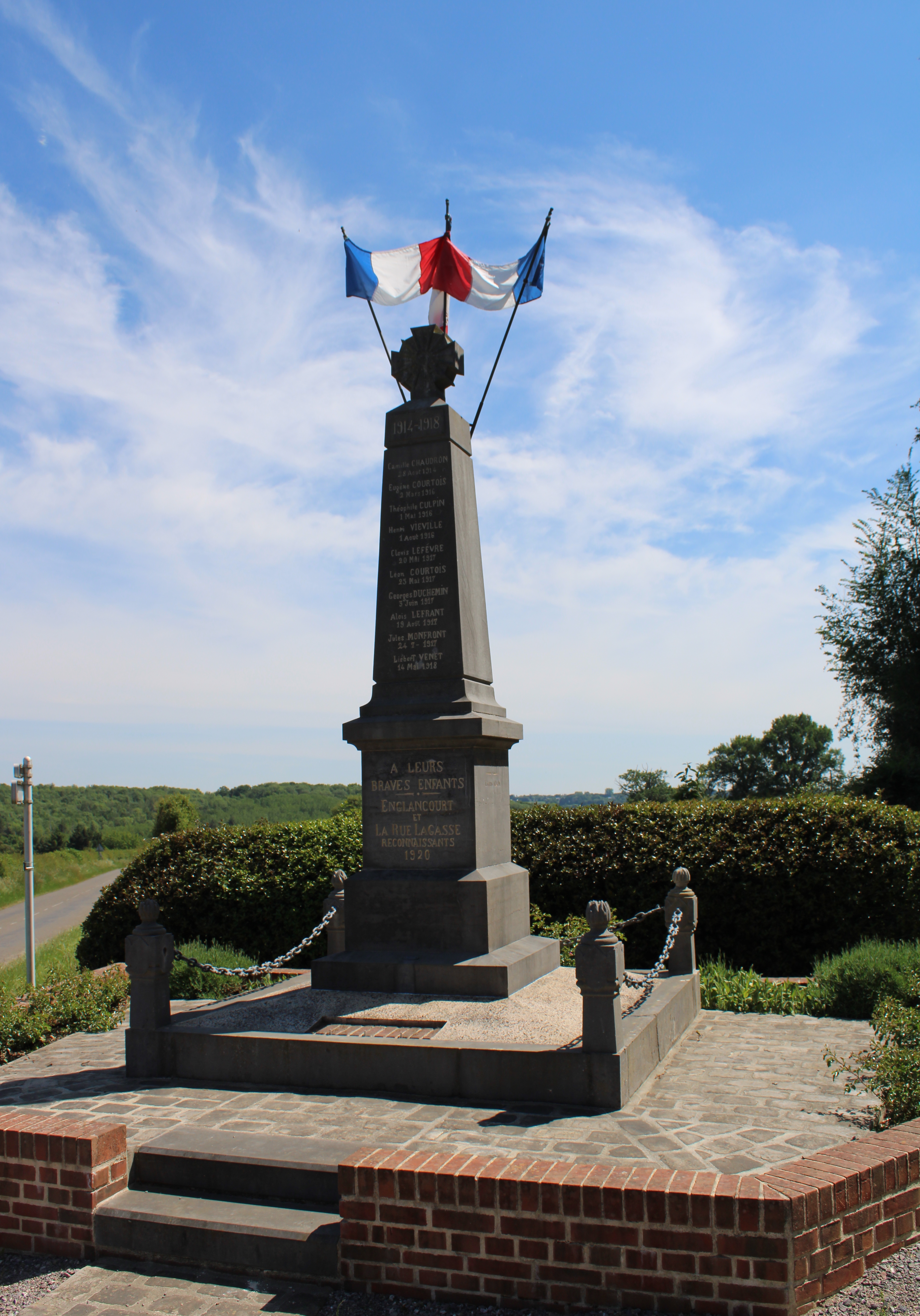
Le monument aux morts situé à l'extérieur du village, route de La Rue Lagasse.
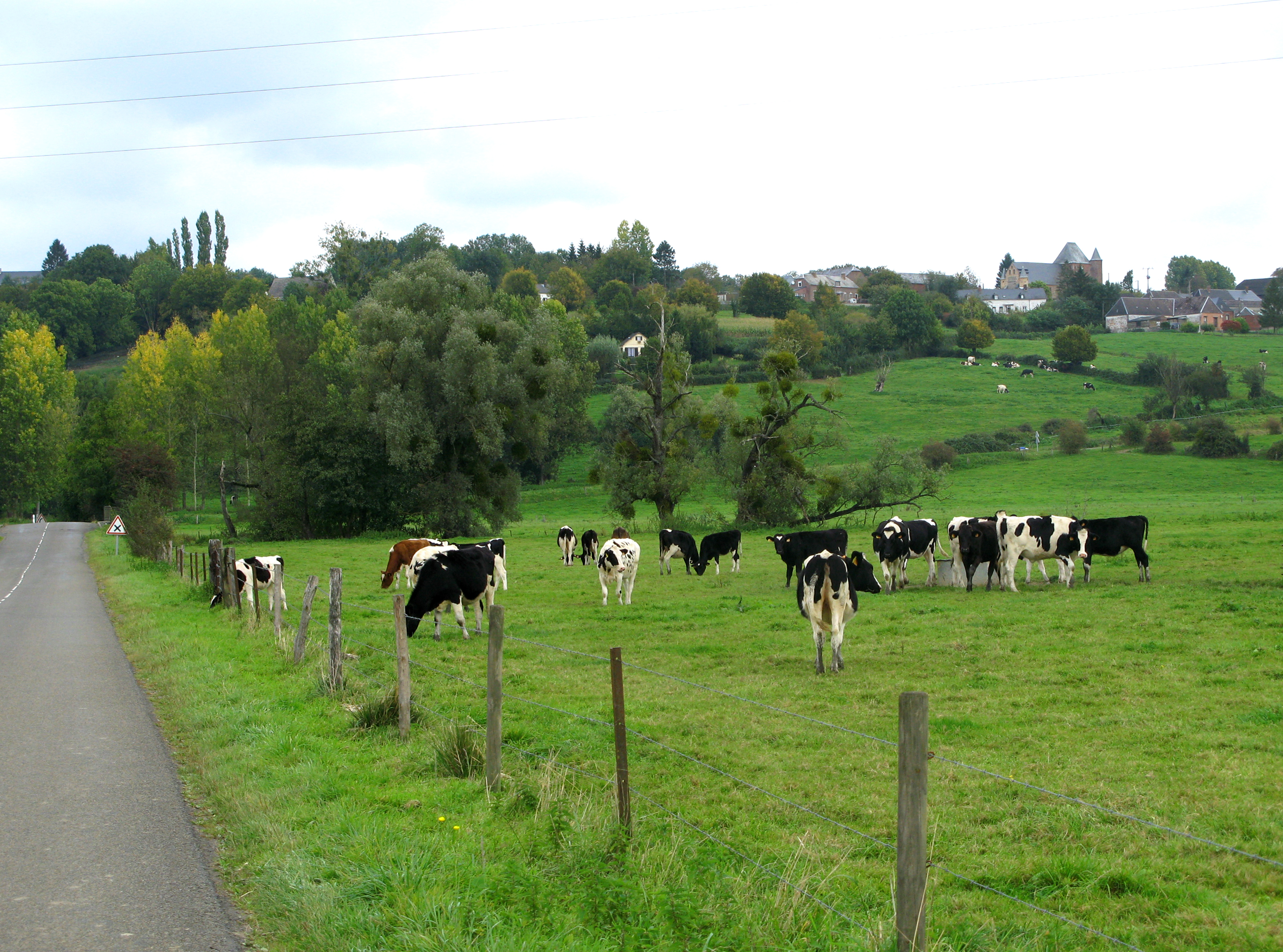
Vue du village et de l'église depuis la route de Marly-Gomont.

## Pour approfondir